# Cinema (ICE MC-dal)
A Cinema című dal az angol eurohouse előadó ICE MC 3. kimásolt kislemeze az azonos címet viselő Cinema című nagylemezről. A dal több slágerlistára is feljutott. Többek között a német kislemezlistán, ahol a 36. míg a holland slágerlistán csupán a 21. helyig jutott.
A dalban ICE MC híres színészek és színésznők neveit sorolja egymás után: John Wayne, Eddie Murphy, Alain Delon, Mickey Rourke, Woody Allen, Sean Penn, Marilyn Monroe, Whoopi Goldberg, Fred Astaire, Kim Basinger, Clark Gable, Rachel Welch, Sylvester Stallone, Peter Cushin, Marlon Brando, James Dean, Charles Bronson, Robert Redford, Grace Jones, Jean Paul Belmondo, Schwarzenegger, Bette Davis, Christopher Lampbert, Greta Garbo, Robert de Niro, Dustin Hoffman, Sean Connery, Roger Moore, Ian Fleming, Christopher Lee, Lou Ferrigno, Clint Eastwood, Mastroianni, Albert Sordi, Boris Larloff, Bruce Lee, Chuck Norris, Laurel and Hardy, Charlie Chaplin, ICE MC.

## Megjelenések
12"  Németország ZYX 6312-12
- Cinema (The Oscar Mix) - 5:27
- Cinema (The Single) - 3:44
- Cinema (Dedication Groove) - 3:45
- Cinema (Dedication Dub) - 0:42

7" Promo  Spanyolország Metropol Records  MRP-118-PROMO
- Cinema (Radio Version) - 3:45

## Külső hivatkozások
- Nézd meg a videóklipet a YouTube-on[4]
- A teljes Cinema album az iTunes oldalán[5]